# Benoît de Peterborough
Benoît de Peterborough (en latin Benedictus Petriburgensis, en anglais Benedict of Peterborough), connu également sous le nom de Benedictus Abbas (« Benoît l'Abbé »), est un chroniqueur anglais du XIIe siècle. 

## Biographie
Benoît fait sa première apparition en 1174 en tant que chancelier de l'archevêque de Cantorbéry Richard de Douvres (en). En 1177, il devient abbé de Peterborough dans le Cambridgeshire.
Benoît a donné son nom à une chronique relatant des événements qui ont eu lieu à la fin du règne du roi Henri II d'Angleterre (de 1169 à 1189).